# «The Взгляд» — бітли перебудови
«„The Взгляд“ — бітли перебудови» — книга Євгена Додолєва про програму «Взгляд» (укр. Погляд), «в якій детально аналізується феномен найуспішнішого російського телепроєкту». Слоган «Вони грали на кремлівських нервах». Це оповіді «про ведучих „Взгляду“, які нашпиговані телебайками і розвінчують деякі міфи про телепрограму».

## Про книгу
Передмову написав Михайло Леонтьєв, який лаконічно виклав концепцію:
Ця книга — збірка свідчень, по суті, перехресних допитів, препарованих автором. Це не тільки про «Взгляд» та взглядівців. Це книга про журналістику. Через історію легендарного «Взгляду» і погляд самих учасників на цю історію.
Рецензенти підкреслювали: «„архів з теми“ збирався довго: бесіди з „взглядівцями“ Женя Додолєв записував і публікував починаючи з кінця 80-х».
Спочатку планувався вихід книги у видавництві «АСТ», але внаслідок інтриг деяких персонажів твору видавець змінив плани, і перший тираж був надрукований видавництвом «Зебра-Е» в серпні 2011 року. Вихід був приурочений до початку 24-ї Московської міжнародної книжкової виставки-ярмарку.
В інтерв'ю газеті «Комсомольська правда», присвяченому другому перевидання книги, автор зазначив, що назва придумана з подачі Едуарда Сагалаєва. За словами журналіста, медіамагнат «згадав про це публічно, у студії АСБ-4, де зібралися телевізійники для траурного ефіру» після вбивства Влада Лістьєва. «Книжное обозрение» погодилося, що "«Взгляд» та The Beatles — дійсно в чомусь дуже схожі… і тих, і інших було четверо, одних називали «ліверпульською четвіркою», інших — «взглядівською четвіркою», і у телевізійників був свій Браян Епштейн.

«Комсомольська правда», називаючи автора «іконою перебудовної журналістики», писала, що «Додолєв — і сам рок-зірка журналістики 90-х — заробив право виставляти оцінки колегам». Рецензентами зазначалося:
Додолєв порівнює знаменитих ведучих «Взгляду» з «Бітлз». І це порівняння осмислене. І навіть провести паралелі ведучих з музикантами буде нескладно. Хтось… точно помітив: «Світ музикою можна змінити тільки один раз. І це зробили „Бітлз“». Так і «Погляд» змінили телебачення і уявлення про журналістику.
До весни 2012 року при запиті в пошукових системах слова «бітли», першим рядком пропонувалася назва книги, про що автор розповів у своєму блозі на сайті газети «Московський комсомолець». Вітаючи з 75-річчям одного з героїв «Бітлів перебудови» Анатолія Лисенка (у квітні 2012 року), телевізійники нагородили його цим титулом («ось вони, як скажуть пізніше, „Бітли перебудови“ — дух і серце легендарної програми»). Газета «Правда», яка помилково приписала авторство книги Владу Лістьєву (вбитому за 16 років до її виходу) писала (23.07.2012): «і він сам, і інші „бітли“ називали Лисенка „татом“». При цьому сам Євген Додолєв стверджує, що «пара фігурантів виявляли крайню стурбованість своєю присутністю в книзі». Низку епізодів і фотографій було вирізано і пізніше опубліковано в журналах.

У репортажі програми «Время» з книжкового ярмарку автор розповів, чому він взявся за роботу над книгою:
Мені набридло читати про «Взгляд», що ця передача зруйнувала СРСР… історія переписується на очах, і цей проєкт стає якимось міфом, і міфом неадекватним.
У сюжеті [Архівовано 17 вересня 2016 у Wayback Machine.] про виставці-ярмарку Додолєв стверджував, що хоче деміфологізувати передачу «Взгляд».

Друге видання було через два місяці після першого — в листопаді 2011 року.

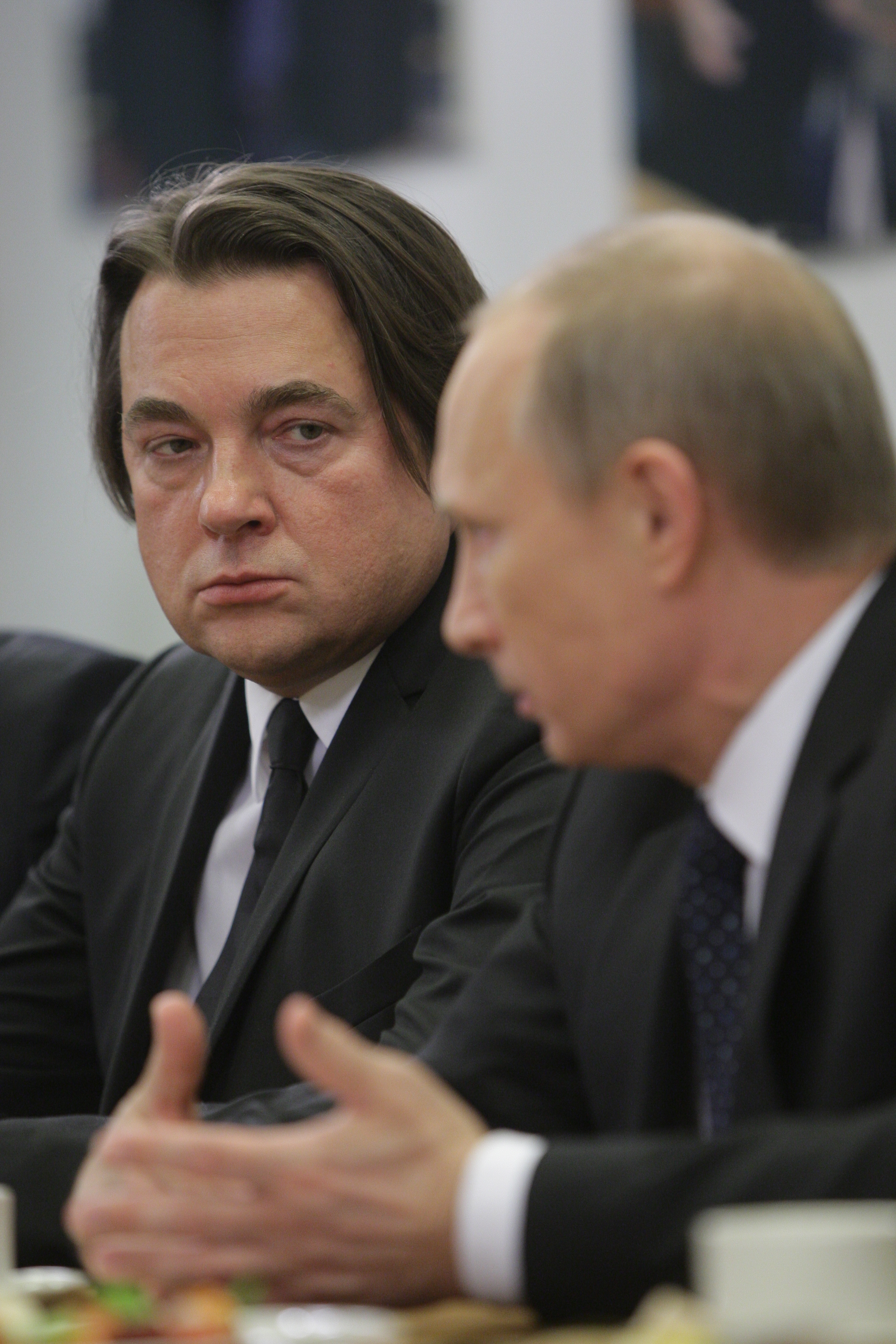
Костянтин Ернст
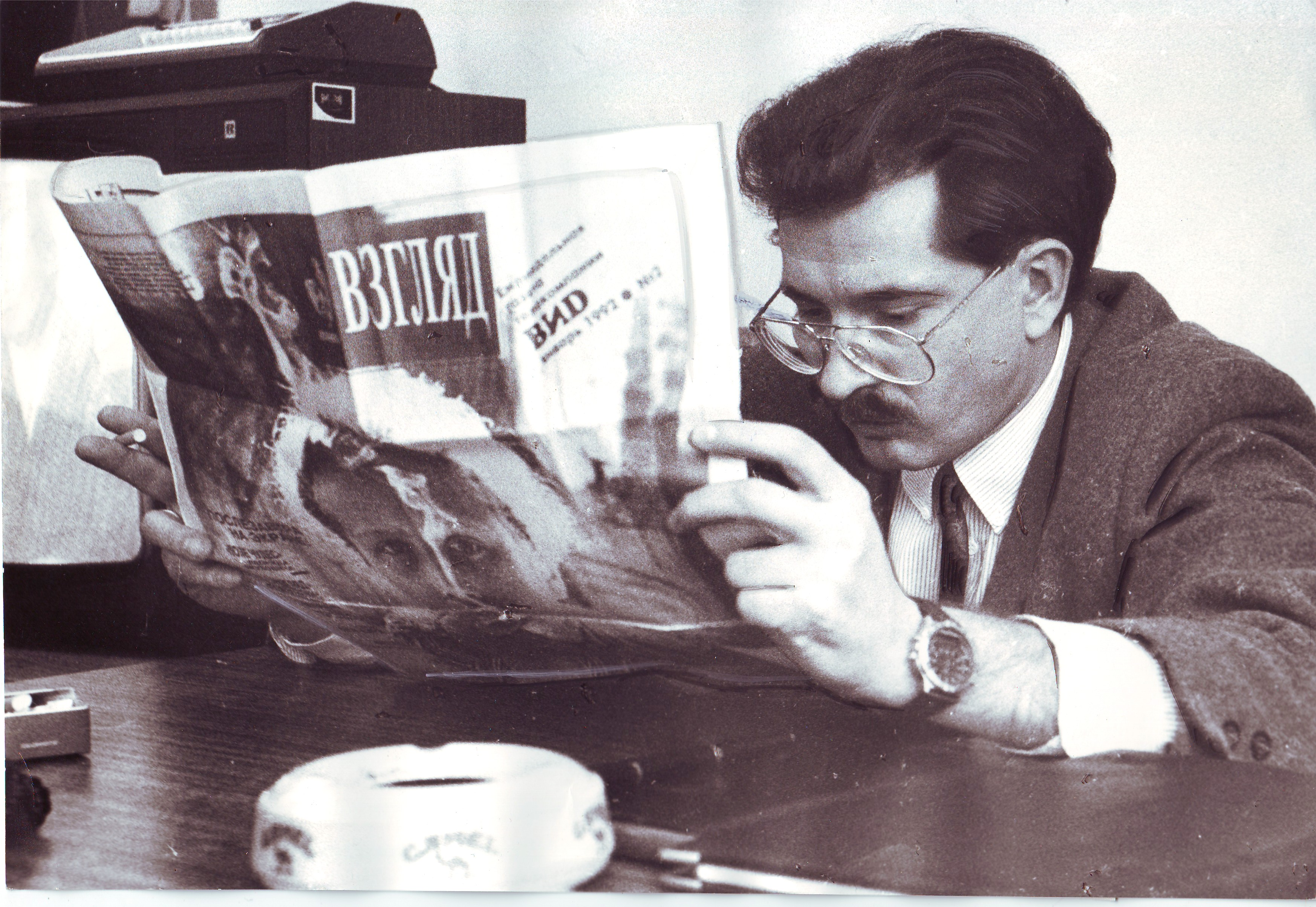
Влад Лістьєв
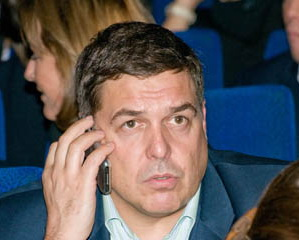
Олександр Любимов
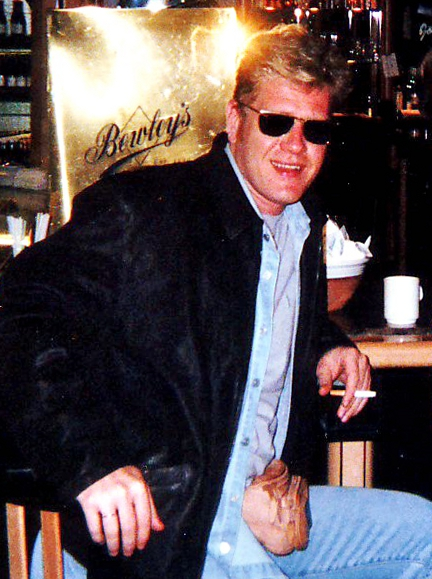
Іван Демідов

На презентації другого видання в Торговому Домі «Библио-Глобус» один з героїв книги Володимир Мукусєв дорікнув автора в тому, що на обкладинці книги представлені не тільки ведучі «Погляду», але і режисери проєкту, які після закриття передачі очолили телеканали — ТВ-6 (Іван Демидов) і ОРТ (Костянтин Ернст). Мукусєва в полеміці підтримав і Олександр Політковський, який вважає, що цим персонажам «не місце» на обкладинці мемуарів про програму. Рецензенти відзначали при цьому, що «книга написана з ніжністю» про юних, талановитих, яскравих, самовідданих, чарівних, які виросли, перебудувалися і зручно пристосувалися до світу, в якому місце світлих мрій зайняте баблом, всі загинули".

## Рецензії
У наш час розвелося чимало «дослідників», які готові писати про кого завгодно, не маючи при цьому ні найменшого поняття про суть тієї діяльності, якою займався об'єкт їхньої розповіді. На відміну від них, Євген Додолєв особисто знав Владислава Лістьєва, співпрацював з програмою «Взгляд», сам був ініціатором безлічі успішних медійних проєктів, спілкувався з найвизначнішими діячами горбачовської і єльцинської епохи. Так що в його компетентності і умінні цікаво викласти відомі йому факти читач може не сумніватися.
У випуску передачі «Рождённые в СССР», присвяченому виходу книги, ведучий Володимир Глазунов звернув [Архівовано 19 вересня 2016 у Wayback Machine.] увагу глядачів, що Воєводін зараховує автора до «літературних екстремістів». Дмитро Биков представляв автора як «без перебільшення легенду нашого цеху, одного з тих, хто створив сучасний вигляд російської преси».
Антон Антонов-Овсієнко в своїй рецензії акцентував увагу на «точних, вбивчих характеристиках Влада Лістьєва та інших телекумирів».
Тетяна Москвіна в газеті «Аргументи тижня» писала: 
Це доволі сумбурна, але захоплива розповідь про найпопулярнішу перебудовну телепередачу, в якій колись і сам автор брав участь особисто. Неповторне перебудовне телебачення робилося цікавими людьми, і читати про них цікаво. Славне героїчне минуле кидає на їхні нині потьмянілі — обличчя барвисті та гарячі відблиски.
Олександр Кондрашов у своїй рецензії («Литературная газета») зазначив:
|  | Ця книга мені так сподобалася, що захотілося написати про неї книгу. Про той час, якому вона присвячена. Вже багато написано, але ще одну. Надихнув автор. Перше, що надихає: твір Євгена Додолєва просякнутий любов'ю. До тих людей, які один одного не любили. Але кожен з яких був-є гідний любові. І ненависті. І заздрості, іноді і презирства. І скорботи. Вона прошита пристрасним бажанням розповісти правду. |

Отар Кушанашвілі схарактеризував книгу як «конфуціансько-магометанський конгломерат» і стверджує, що автор пише про кожного з персонажів так, що «спричиняє припливи крові до голови».
Ігор Воєводін у відгуку на книгу підкреслив:
 
Як продовження була випущена книга «Влад Лістьєв. Упереджений реквієм», в рецензії на яку Андрій Добров зазначив, що автор пішов «від поняття канонічності», описуючи героя оповіді і зазначає:
Місце цієї книги на полиці підручників з журналістики — як за фактурою, в ній зібраній, як за осмисленням цієї фактури, так і за стилем. Євген Додолєв пише, як кажуть, «з яйцями» — з тексту так і «пре мужик». І тому автор часто приймає правила суто чоловічої гри — описуючи не стільки людей, що брали участь в Перебудові ЦТ, скільки образи, які вони в той момент створювали
Рецензенти констатували: «тут немає зведення рахунків і спроб визначити роль особистості автора в історії» та «дані на диво точні характеристики».
Кирило Разлогов стверджує:
«Литературная газета» писала, що «після прекрасних, упереджених „Бітлів перебудови“ це сумне дослідження (розслідування) повинно було з'явитися. Не могло не з'явитися… „Низькі істини“ другої „бітлівської“ книги Євгена Додолєва про життя і смерть „Взгляду“ не низькі, а просто істини. Сумні, вічні».
При цьому «Комсомольская правда» підкреслювала: що ця річ — «ніяк не викривальні мемуари».
«Парламентская газета» схарактеризувала обидві книги як «сенсаційні».

### Критика
- «Частный Корреспондент» звернув увагу, що Євген Додолєв «відверто пише про алкогольні пристрасті своїх колег», але при цьому не згадує про кокаїн[9].
- Кирило Мартинов підкреслив, що події у книзі викладені сумбурно і що автор необ'єктивний стосовно Івана Демидова[37][38]:

Найбільше Додолєва дратують несправжність, нещирість існування сучасних авторів, які пишуть в ЖЖ і Твіттер. Цим формам дозвілля він протиставляє високу школу репортажу «Взгляду» і безкомпромісну боротьбу за ефір.
- Блогер відзначив і неграмотну верстку, через яку не завжди зрозуміло, де мова автора, а де цитати з інтерв'ю персонажів книги.
- Володимир Марочкін[ru] у своїй рецензії написав, що «Взгляд» — це «Ласкавий травень» перебудови, а не «Бітлз»[39], його вирок: «четвірка „взглядівських“ ведучих у нашій країні була популярнішою, ніж навіть The Beatles, але „бітлівські“ пісні знають, а от про що говорили в програмі „Взгляд“, тепер уже мало хто пам'ятає»[13].
- Володимир Мукусев говорив, що багато деталей у автора «не правильні — напевно, тому, що Женя не працював у „Взгляді“ від самого початку»[40].